# Kévin Bru
Kévin Bru (ur. 12 grudnia 1988 w Paryżu) – maurytyjski piłkarz występujący na pozycji pomocnika. Zawodnik klubu US Boulogne. Brat Jonathana Bru, także piłkarza.

## Kariera klubowa
Bru urodził się we Francji w rodzinie pochodzenia maurytyjskiego. Karierę seniorską rozpoczynał w 2005 roku w rezerwach zespołu Stade Rennais. W 2007 roku został włączony do jego pierwszej drużyny, grającej w Ligue 1. W tych rozgrywkach zadebiutował 24 stycznia 2007 roku w wygranym 2:0 pojedynku z AS Monaco. Po rozegraniu 2 spotkań w lidze, wrócił do rezerw. Na początku 2008 roku został z nich wypożyczony do LB Châteauroux. Grał tam do końca sezonu 2007/2008. Cały następny sezon spędził na wypożyczeniu w Clermont Foot, także grającym w drugiej lidze.
W styczniu 2010 roku Bru podpisał kontrakt z drugoligowym Dijon FCO. Przez rok rozegrał tam 25 spotkań i zdobył 2 bramki. Na początku 2011 roku odszedł do innego drugoligowca, US Boulogne. Zadebiutował tam 12 lutego 2011 roku w wygranym 1:0 pojedynku z FC Istres.
| Sezon   | Klub                  | Kraj     | Rozgrywki | Mecze | Bramki | Rozgrywki Europy | Mecze | Bramki |
| ------- | --------------------- | -------- | --------- | ----- | ------ | ---------------- | ----- | ------ |
| 2006/07 | stade Rennais FC      | Francja  | Ligue 1   | 2     | 0      | -                | -     | -      |
| 2007/08 | Stade Rennais FC      | Francja  | Ligue 1   | 0     | 0      | -                | -     | -      |
| 2007/08 | LB Châteauroux (wyp.) | Francja  | Ligue 2   | 10    | 0      | -                | -     | -      |
| 2008/09 | Clermont Foot         | Francja  | Ligue 2   | 25    | 2      | -                | -     | -      |
| 2009/10 | Stade Rennais FC      | Francja  | Ligue 1   | 0     | 0      | -                | -     | -      |
| 2009/10 | Dijon FCO             | Francja  | Ligue 2   | 12    | 1      | -                | -     | -      |
| 2010/11 | Dijon FCO             | Francja  | Ligue 2   | 11    | 0      | -                | -     | -      |
| 2010/11 | US Boulogne           | Francja  | Ligue 2   | 9     | 0      | -                | -     | -      |
| 2011/12 | US Boulogne           | Francja  | Ligue 2   | 19    | 2      | -                | -     | -      |
| 2012/13 | FC Istres             | Francja  | Ligue 2   | 31    | 2      | -                | -     | -      |
| 2013/14 | Lewski Sofia          | Bułgaria | A Grupa   | 20    | 1      | -                | -     | -      |

Stan na: 12 lipca 2014 r.

## Kariera reprezentacyjna
Bru jest byłym reprezentantem Francji U-18 oraz U-19. W 2011 roku zdecydował się na grę w reprezentacji Mauritiusa. Zadebiutował w niej 5 czerwca 2011 roku w przegranym 1:2 meczu eliminacji Pucharu Narodów Afryki 2012 z Demokratyczną Republiką Konga.